# Argulus appendiculosus
Argulus appendiculosus är en kräftdjursart som beskrevs av C. B. Wilson 1907. Argulus appendiculosus ingår i släktet Argulus och familjen karplöss. Inga underarter finns listade i Catalogue of Life.